# Niwiszczi (obwód smoleński)
Niwiszczi (ros. Нивищи) – wieś (ros. деревня, trb. dieriewnia) w zachodniej Rosji, w osiedlu wiejskim Gniozdowskoje rejonu smoleńskiego w obwodzie smoleńskim.

## Geografia
Miejscowość położona jest 1,5 km od przystanku kolejowego Rakitnaja, 3 km od drogi federalnej R120 (Orzeł – Briańsk – Smoleńsk – Witebsk), 10 km od drogi magistralnej M1 «Białoruś», 3,5 km od centrum administracyjnego osiedla wiejskiego (Nowyje Batieki), 16 km od centrum Smoleńska.
W granicach miejscowości znajdują się ulice: Bieriezowaja, Celinnaja, Dołgożdannaja, Iwanowa, Jantarnaja, Kołchoznaja, Mira, Nikulina, Niżniaja, Otradnaja, Pitierskaja, Stiepnaja, Swietłaja, Wiesiołaja, Wostocznaja, Zapadnaja.

## Demografia
W 2010 r. miejscowość liczyła sobie 84 mieszkańców.